# Urophyllum elongatum
Urophyllum elongatum là một loài thực vật có hoa trong họ Thiến thảo. Loài này được (Korth.) Miq. miêu tả khoa học đầu tiên năm 1857.